# Magnolia omeiensis
Magnolia omeiensis este o specie de plante din genul Magnolia, familia Magnoliaceae. A fost descrisă pentru prima dată de Wan Chun Cheng, și a primit numele actual de la James Edgar Dandy. A fost clasificată de IUCN ca specie pe cale de dispariție (stare critică). Conform Catalogue of Life specia Magnolia omeiensis nu are subspecii cunoscute.